# Аделар, Франс
Фра́нс Адела́р (нидерл. Frans Adelaar; 5 декабря 1960, Утрехт, Нидерланды) — нидерландский футболист и футбольный тренер.

## Карьера

### Карьера футболиста
Франс начал карьеру и профессиональную игру за «Утрехт», и после этого он играл за любительские клубы ДОВО и ХВВ Голландия.

### Тренерская карьера
После завершения карьеры футболиста в 1993 году Аделар тренировал: ГВВВ, «Утрехт», «Акратитос», «Де Графсхап», «АДО Ден Хааг», «Волендам», «Спарта» Роттердам. С февраля 2012 года он занимает должность главного тренера словацкой «Жилины».

## Достижения

### Жилина
- Цоргонь-лига (1): 2011/12[2]
- Кубок Словакии по футболу (1): 2012[2]